# Matija Čop

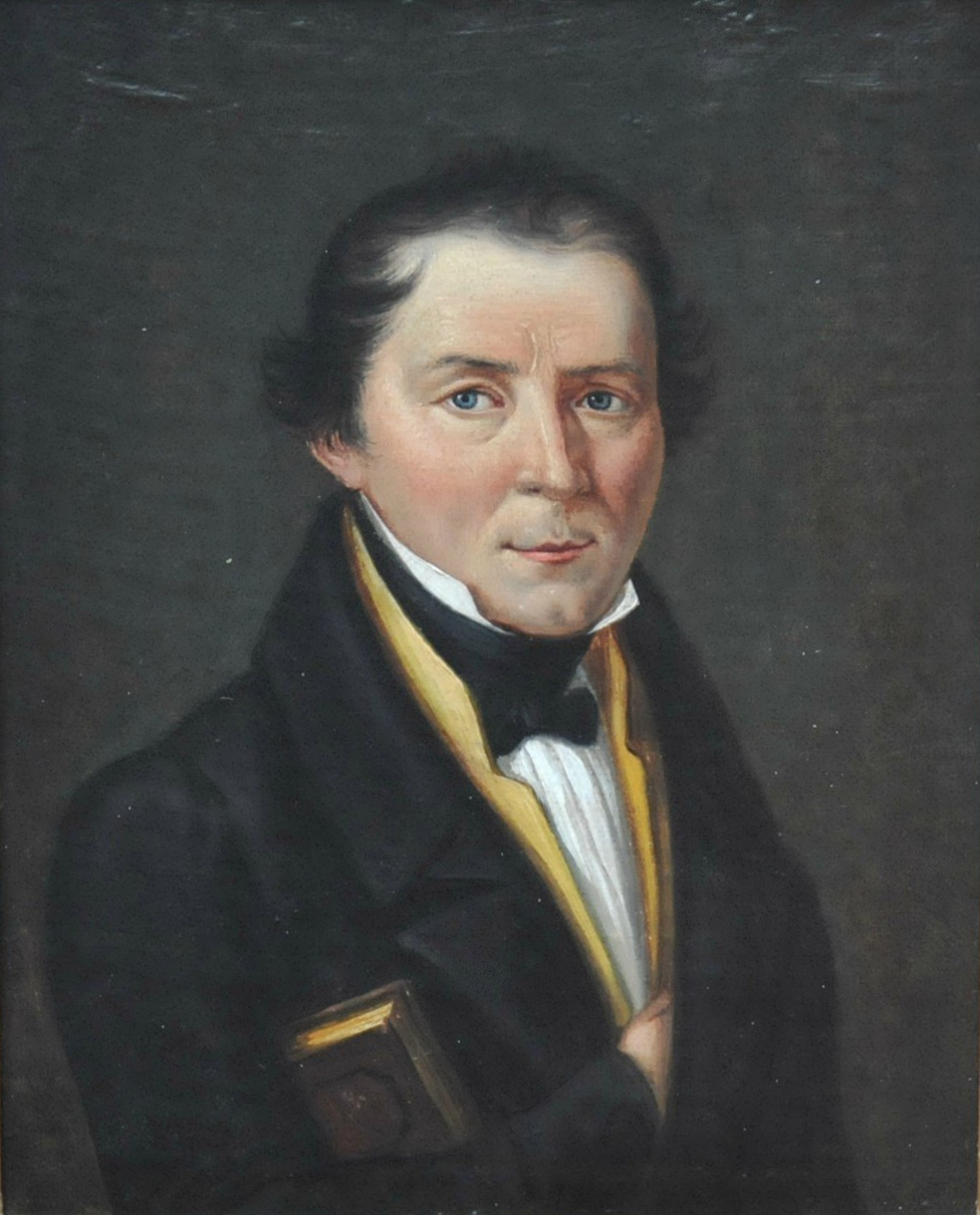
Matija Čop

Matija Čop (tyska: Mattias Tschop), född 26 januari 1797 i Žirovnica, död 6 juli 1835, var en slovensk lingvist, litteraturhistoriker och kritiker. Han kämpade för att avskaffa den hårda censur som tillämpades i Slovenien i mitten av 1800-talet. Čop kunde ett tjugotal språk.

## Biografi
Čop, som tillhörde en relativt välbärgad bondefamilj, studerade filosofi i Ljubljana och senare även i Wien. Han återvände till Slovenien och studerade vid ett teologiskt seminarium intill 1820, då han blev grundskolelärare i Rijeka. År 1822 blev han assisterande professor vid universitetet i Lemberg, men återvände 1827 till Ljubljana, där han åter erbjöds arbete på en grundskola. Ett år blev han bibliotekarie på deltid och från 1831 på heltid. Under tiden i Ljubljana blev han nära vän med France Prešeren och gav som hans mentor honom information om den litterära utvecklingen i Europa. År 1835 drunknade Čop vid 38 års ålder i floden Sava under ett bad. Prešeren skrev då dikten "Dopet vid Savica" (Krst pri Savici) som han tillägnade Čop och blev en av hans mest kända dikter.
Även om Čop inte publicerade många verk så hade han ett stort inflytande på den slovenska kulturen och nationalkänslan. Han stödde Prešeren i hans skrivande och såg vilken talang han hade. Prešerens talang var på den tiden inte uppskattad eller erkänd av många. Tidskriften "Krajnska čbelica" (Krains bi) var en slovensk tidskrift som möttes av mycket motstånd och hård censur eftersom den var en motvikt mot de tyska dikterna och de tyska skönlitterära texterna. Krain var det enda landet som var helt slovenskt, därför döptes tidskriften till Krajns bi. På grund av den hårda censuren försenades det fjärde bandet av tidskriften med ett helt år. Efter Čops tragiska död vågade dock inte grundaren av tidskriften Miha Kastelic lämna över det femte bandet till censuren. Efter Klemens von Metternichs (utrikesminister i det gamla österrikiska kejsardömet) fall 1848 kom det femte bandet ut. 
Idag bär många slovenska gator, skolor och andra anstalter hans namn. Ett exempel på detta är Čops gatan i huvudstaden Ljubljana.